# Ranunculus gracilipes
Ranunculus gracilipes är en ranunkelväxtart som beskrevs av Joseph Dalton Hooker. Ranunculus gracilipes ingår i släktet ranunkler, och familjen ranunkelväxter. Inga underarter finns listade i Catalogue of Life.